# Покрищенко Микола Миколайович
Мико́ла Микола́йович Покри́щенко (15 березня 1990 — 11 лютого 2015) — солдат Збройних сил України, 55-й окремий автомобільний батальйон.

## Життєпис
Служив у 3-й автомобільній роті 55 окремого автомобільного батальйону «Чорний ліс», який був створений у селі Богданівка Знам'янського району Кіровоградської області для підвезення боєприпасів та забезпечення іншим майном військових частин, що знаходяться в зоні проведення АТО і загалом по Україні.
11 лютого 2015-го близько 16 години 30 хвилин під час завантаження автомобілів був смертельно поранений під Дебальцевим при обстрілі терористами базового табору українських вояків з РСЗВ «Град». Здійснив подвиг, закривши собою трьох людей (молоду дівчину-медсестру та товаришів по службі).
Вдома залишилися мама, дружина, 4-річна донька, 2-річний син. Похований у Мартинівці 17 лютого 2015-го.

## Нагороди та вшанування
За особисту мужність і героїзм, виявлені у захисті державного суверенітету та територіальної цілісності України, вірність військовій присязі під час російсько-української війни
- нагороджений орденом «За мужність» III ступеня (9.4.2015).
- 13 жовтня 2015 року в Торговиці відкрито меморіальну дошку честі Миколи Покрищенка, Івана Сурженка, Олександра Азарова, Миколи Томака. Благодійник вирішив залишитися невідомим.